# バーティミアス
「バーティミアス」シリーズ（BARTIMAEUS Sequence）は、イギリスの小説家ジョナサン・ストラウドによるファンタジー小説である。この作品は世界30か国以上で出版され、ベストセラーとなっている。日本語版は理論社から2003年から2012年にかけて出版された。また2018年から2024年にかけて、静山社より文庫版が出版された。翻訳は全ての作品で金原瑞人、松山美保。ミラマックス社が映画化権を獲得し、2009年公開予定だったが製作は中止された。2019年になり、新たに映像化の権利をStart Media社が得ている。

## 概説
歴史改変ものの要素があり、その物語世界はソロモン王、ローマ帝国、グラッドストーン、アメリカ独立戦争など現実世界とよく似た歴史を持つ。舞台となる都市はイギリス・ロンドン、チェコ・プラハなどである。中心となる時代は、科学技術など現代に近いが、政治体制や国際情勢は現状とかなり異なる。
例えば、1936年に消失しているはずのクリスタルパレスがロンドンに現存している。しかし、物語が始まるのはグラッドストーンの死（1898年）から100年以上たった時代であり、1936年以前であるはずはない。またロンドン塔が依然、監獄として使われている。世界の覇権を握っているのは大英帝国であり、フランスやドイツ、イタリアはその領土となっている。
ロンドンでは2つの階級からなる階級社会が形成されている。
魔術師は支配階級であり、政府の重要な役職を占めている。魔術師が自身の力で使える魔術はあまり強力なものではなく、様々な種類の妖霊を召喚・束縛・使役することによって魔術を用いることが多い。魔術師は貧しい家の子供を弟子にとり、魔術を教え込み、政府に貢献する魔術師として育成する。
一般人は魔術の能力を持たない人々であり、被支配階級である。魔術師たちは恐怖と無知によって一般人を統制している。また一般人の中には魔術に対する抵抗力を持っていたり、魔術の存在を知覚できたりする者もいる。
この種の作品では主人公となる魔術師の側が善良な存在として描かれることが多いが、本作では魔術師の腐敗を描いているのが特徴である。現在のロンドン（大英帝国）の繁栄の以前にはチェコの時代があり、同じような魔術師の帝国が築かれていた。バーティミアスによれば、この世界の歴史は、
1. 魔術師が一般人を支配し、妖霊の力によって君臨する
2. 時がたって、魔法に抵抗力をもつ一般人が現れ、魔術師に対して反乱を起こす
3. 魔術師の支配が終わり、妖霊は異世界に帰っていく
4. また新しい支配者が現れ、新しい支配が始まる

ということを何度も繰り返してきたという。
物語はバーティミアスの一人称と、ナサニエル、キティなどの視点からの三人称で進行し、バーティミアス視点の部分では、バーティミアスの独り言が注釈として付くのが特徴である。

## 年譜
- 2002年 - ミラマックス社が『サマルカンドの秘宝』の映画化権を取得。
- 2003年9月30日 - 英国で『The Amulet of Samarkand（サマルカンドの秘宝）』発売。
- 2003年12月13日 - 日本語版『サマルカンドの秘宝』が理論社より出版される。以降2005年12月にかけて第3巻までが出版される。
- 2005年9月 - 第3巻『Ptolemy's Gate（プトレマイオスの門）』が出版され、三部作が完結。
- 2010年10月 - 『The Amulet of Samarkand（サマルカンドの秘宝）』のグラフィックノベルが発売。
- 2010年10月14日 - 外伝『The Ring of Solomon（ソロモンの指輪）』が英国で発売。
- 2012年1月-3月 - 日本語版『ソロモンの指輪』が理論社より出版される。
- 2013年4月-6月 - 日本語版『サマルカンドの秘宝』が理論社から軽装版として出版される。
- 2018年10月11日 - 日本語版『サマルカンドの秘宝』が静山社から出版される。以降2019年2月にかけて第3巻までが出版される。
- 2019年 - Start Media社がバーティミアスシリーズの映画化権を取得。
- 2022年1月28日 - 日本語版『サマルカンドの秘宝』『ゴーレムの眼』『プトレマイオスの門』の電子書籍が静山社から出版される。
- 2024年3月5日 - 日本語版『ソロモンの指輪』が静山社から出版される。電子書籍も同年8月に発売。

## 作品リスト
第1巻『バーティミアス サマルカンドの秘宝』
- The Amulet of Samarkand ISBN 0-552-56279-3
- 日本語理論社版 ISBN 4-652-07735-1（2003年12月13日発売）
- 日本語理論社版（軽装版）(1) ハヤブサ編 ISBN 4-652-20021-8 /(2) スカラベ編 ISBN 4-652-20022-6 /(3) ネズミ編 ISBN 4-652-20023-4 （2013年4月-6月発売）
- 日本語静山社ペガサス文庫版 ①上 ISBN 4-863-89470-8 /②中 ISBN 4-863-89471-6 /③下 ISBN 4-863-89472-4 （2018年10月11日発売、電子書籍は2022年1月28日発売）

第2巻『バーティミアスII ゴーレムの眼』
- The Golem's Eye ISBN 0552562815
- 日本語理論社版 ISBN 4-652-07746-7（2004年11月24日発売）
- 日本語静山社ペガサス文庫版 ④上 ISBN 4863894732 /⑤中 ISBN 4863894740 /⑥下 ISBN 4863894759（2018年12月5日発売、電子書籍は2022年1月28日発売）

第3巻『バーティミアスIII プトレマイオスの門』
- Ptolemy's Gate ISBN 0786818611
- 日本語理論社版 ISBN 4-652-07769-6（2005年12月8日発売）
- 日本語静山社ペガサス文庫版 ⑦上 ISBN 4-863-89476-7 /⑧中 ISBN 4-863-89477-5 /⑨ 下ISBN 4-863-89478-3（2019年2月13日発売、電子書籍は2022年1月28日発売）

外伝『バーティミアス外伝 ソロモンの指輪』
- The Ring of Solomon ISBN 0552562955
- 日本語理論社版（軽装版） (1)フェニックス編 ISBN 4652079842 /(2)ヤモリ編 ISBN 4652079850 /(3)スナネコ編 ISBN 4652079869（2012年1月-3月発売）
- 日本語静山社ペガサス文庫版　(1)フェニックス編 ISBN 9784863894792 /(2)ヤモリ編 ISBN 9784863894808 /(3)スナネコ編 ISBN 9784863894815（2024年3月発売、電子書籍は同年8月15日発売）

## あらすじ

### サマルカンドの秘宝
魔術師たちが支配する街、ロンドン。両親によって売り飛ばされた少年ナサニエルは、国家保安省の役人でもあり、政府公認の魔術師でもあるアーサー・アンダーウッドの家へ弟子入りさせられる。魔術師としての修業を積みながら、その意義と使命を教えられたナサニエルは、偉大な魔術師となって成功することを夢見る。一流の魔術師サイモン・ラブレースにひどく恥をかかされたナサニエルは、周囲の大人への反発を感じ、復讐を誓う。そして、覚えたての魔法の力で、ベテランの妖霊（ジン）のバーティミアスを呼び出し、強力な「サマルカンドのアミュレット」をラブレースから盗み出す。しかし、単なる復讐のはずだったこの行動が「サマルカンドのアミュレット」をどうしても必要とするラブレースと命がけの戦いを繰り広げることになってしまう。

### ゴーレムの眼
「サマルカンドの秘宝事件」から時がたち、ナサニエルは政府の内務省の一員として働くエリートとなっていた。ロンドンでは魔術師の支配に対する反逆の兆しとみられる事件が頻発する。「レジスタンス団」とよばれる事件の首謀者たちは一般人ながら魔法に抵抗力を持ち、政府の捜査への障害となっていた。そんな折、ロンドンの商店で大規模な破壊事件が発生し、警察官に死者が出た。レジスタンス団を犯人だとみなす政府は、無能な上司に代わってナサニエルに、レジスタンス団を探し出し、破壊活動を停止させるよう命じた。1巻でも出ていたキティことキャサリン・ジョーンズが主役として登場。

### プトレマイオスの門
ナサニエルはこれまでの功績から、一流の魔術師に出世し、閣僚の一角を占めるまでになっていた。しかし一般人の間では政府に対する不満が高まり、反乱の兆しは日に日に濃くなっていた。一方、キティは身分を偽ってロンドンに潜伏し、魔法や妖霊について学んでいた。以前に見た、バーティミアスという変わった妖霊のことを思い、人間と妖霊の敵対的な関係を終わらせることができるのではないかという希望を持つようになっていた。キティはついにバーティミアスを呼び出すことに成功し、人間と妖霊の和解の可能性について問うが、バーティミアスに否定される。

### ソロモンの指輪
上記の三部作と同様の世界観だが、時代は紀元前950年のエルサレムにさかのぼる。物語は三部作の脚注でもたびたび言及された、ソロモン王とその指輪をめぐる冒険である。バーティミアスはソロモンに仕える魔術師に召喚され、ある事件をきっかけにシバの国の少女アズマイラと出会う。彼女はソロモンを暗殺するために送りこまれた暗殺者だった。バーティミアスはその計画に関わるうち、ソロモンの指輪をめぐる大きな陰謀に巻き込まれていく。

## 妖霊
妖霊（ようれい）は魔法の力を持つ存在で、魔術師たちの力の正体ともいわれる。基本的に妖霊は2つかそれ以上の四元素（火、水、空気、土）でできているが、一つの四元素だけでできている四元素の霊もいる。四元素の霊は粗削りで圧倒的な力がある。悪魔とも呼ばれるが、バーティミアスなど妖霊自身にはその呼び方を嫌うものも多い。妖霊たちの住む世界はこの世界とは別のものであり、存在が明確な実体をとらない世界である。それゆえ、明確な実体を必要とするこちらの世界に存在することは、妖霊にとって苦痛となる。妖霊は魔術師によって使役されることを基本的に嫌い、隙を見つけると自分を召喚した主人を殺して元の世界に帰ろうとする。このため、妖霊の使役にはその妖霊に応じた力と経験が要求される。体は成分と呼ばれる物質でできており、あらゆるものに姿を変えることができ、見えなくなれる妖霊もいる。通常の人間の眼には見えない妖霊や魔術を見るには、第三の眼や第四の眼といった第二以上の眼が必要となり、より高度な魔術を捉えるにはより高次の眼が必要となる。例えばバーティミアスは第七の眼までもっている（ただしセブンリーグブーツの動きは第七の眼でも捉えられなかった）。人間がこれらを知覚するには魔法の力をもった特殊な道具を使用するなどの必要があるが、稀に人間の中にも自然の状態で、ある程度のレベルまでの魔術を知覚できる者が出現することがある。
妖霊の召喚はペンタクル（五線星の魔法陣）を描き、妖霊の真の名を唱えることで行われる。このために妖霊の名前を集めた事典も存在する。召喚において、ペンタクルの図が正確なものでないと、支配が不完全なものとなり、その魔術師は妖霊に殺されてしまう。真の名もまた重要で、それは妖霊の本質を表したものであり、これを魔術師が知り、かつ魔術師自身の本名を妖霊に知られないようにすることで、妖霊の支配が完全となる。そのため、魔術師にとって自分の本名をライバルの魔術師に知られることは危険となるので、公の場では公式名と呼ばれる別の名を名乗る。妖霊に与える指示は、妖霊に都合良く解釈されないよう、その解釈が一通りに定まるものでなければならない。このために複数の言語で同じ文章を繰り返すこともある。また、妖霊が仕事を拒んだり、指示に従わない場合は魔術によって体罰が与えられる。例えば「皮膚の反転」「成分の拷問」「成分の牽引」「針のむしろ」「罰のパンチ」「宇宙の万力」「死のコンパス」「揺らめくコイル」「焼尽の魔法(陰気な炎）」「のこぎりのふりこ」「ぞうきんしぼり」「ぐるぐるまわし」などがある。
妖霊はその力や（こちらの世界での）姿、性格などによって様々に分類される。魔術師が召喚する妖霊は、低級な順に
1. インプ
2. フォリオット
3. ジン
4. アフリート
5. マリッド

の5種類に分けられる。これらの階級は妖霊の性質に基づいた固定的なもので、階級が異動することはない。また、マイトと呼ばれるものなど、インプ以下の妖霊も多く存在するが、魔術師が召喚することはめったにない。逆にマリッド以上の力を持つものも存在するが、使役が困難なため、これも召喚されることはめったにない。本作登場の妖霊では、ラムスラ、ヌーダなどがそれにあたる。ウィトウィックやグール、モウラーなどの亜種も存在する。
一般的に妖霊は生身の人間よりも丈夫だが、金属、特に銀に弱く、銀のナイフなどで突き刺せば殺すこともできる。他にも個々の妖霊の性質により、ローズマリーなどの薬草や、土と触れることを嫌うといった傾向もある。
妖霊については魔術師たちにもわかっていないことが多く、その分類も不完全なものである。しかし大半の魔術師は妖霊を道具として使役すること、短絡的には妖霊から己が身を守るすべのみに興味を持ち、妖霊を学術的な対象として研究する者は少なく、ましてや人格のある個人としてあつかう者はなおさら少ない。

## 登場人物

### 主人公
バーティミアス
齢5010になる妖霊（ジン）。ベテランでジンの中でも実力は高め。7つの目を持っている。古代から魔術師に仕え、かつてはエルサレムのソロモン王らに奴隷にされ、またプトレマイオスとは妖霊と人間の枠を超えた深い友情をはぐくんだ。地球に呼び出されたときはガーゴイルやかつての主人であるプトレマイオスの姿をとることが多い。
ジョークの類が大好きな皮肉屋であり、抜け目なく狡猾で毒舌だが、妙な所でドジをふむ。1巻で当時まだ12歳のナサニエルに召喚され、振り回されて以来、彼とは腐れ縁が続いていくこととなる。1巻と2巻ではナサニエルの最大のしもべとして活躍するが、3巻では常識からかけ離れたこき使われ方によってその実力を全く発揮できなくなってしまう。妖霊の人間界乗っ取り直後に解放され異世界へと戻るが、プトレマイオスの門を通って異世界へとやってきたキティの求めに応じて人間界へと舞い戻ってくる。
別名に、「レカイト」「ニコー」「銀の翼をもつヘビ」「ジン族のサカル」「ヌゴーソ」など。悪魔と言われるのをきらい妖霊と言われるのを好む。
ナサニエル（公式名：ジョン・マンドレイク）
魔術師。権力志向が強い野心家。若くして出世し、そのためか性格に難がある。
記憶力が非常によく、幼くして数々の召喚を成功させるなど魔術において非凡な才能を持っている。他人には気取った顔しか見せないが、悪友のような関係のバーティミアスに対しては素直な顔も見せる。
1作目でアンダーウッド夫妻を殺されたことから、サイモン・ラブレースに恨みを抱いていた。
1作目ではまだ見習いであり、野心的な性格ながらも良識や良心を持ち合わせていたが、2作目で国家保安庁に勤めてからは周りの魔術師の影響を受けるうちに、そういったものをだんだんとなくしていき、キティをとらえるためにレジスタンス団とは本来無関係であるはずのキティの両親やヤコブを人質にとるという卑怯な手段までとった。3作目では情報大臣に就任し、良心など皆無といった政策をとり続け、とうとう首相にとって代わるというような野心まで抱き始めるが、権力欲に取りつかれたメイクピースを目の当たりにしたことや、キティとの対話を経て良心を取り戻し、今まで築いてきたものをすべて捨てて妖霊の人間界乗っ取りからロンドンを救うべく行動を起こす。
2作目では髪が長く、3作目では短く刈り込んでいる。ダークスーツがお気に入り。「ナサニエル」が本名で「ジョン・マンドレイク」が公式名。
キティ（本名：キャスリン・ジョーンズ）
一般人。本名は2作目から明かされる。魔術への抵抗力を持っている。かつて幼馴染であるヤコブとともに、魔術師であるジュリアス・タローの車にボールをぶつけたという理由で黒竜巻の攻撃を受け、さらに法外な賠償金を課せられたことで、魔術師に対して強い反抗心を持つ。その後、賠償金を肩代わりしてくれたペニーフェザーの誘いを受けてレジスタンス団の一員として魔術師への反抗計画に参加するもグラッドストーンの墓でホノリウスに遭遇し、仲間たちを失ってしまう。その後、ヤコブを人質に取られたことでナサニエルに捕まりかけるが、突如現れたゴーレムによって気絶させられたナサニエルを放っておけず命を救った。3巻では、2巻でのバーティミアスのプトレマイオスとの友情の話に興味を持ち、召喚しようとバトンに弟子入りする。バーティミアスとの対話後、ナサニエルと再会するがメイクピースのクーデターと、その後に起きた妖霊の人間界乗っ取りに巻き込まれてしまう。その中でのナサニエルとの会話が彼の良心を取り戻すきっかけとなる。その後、バーティミアスに協力を仰ぐためにプトレマイオスの門を通って異世界へと向かう。

### 魔術師

#### 1巻からの登場人物
アーサー・アンダーウッド
ナサニエルの1人目の師匠。国家保安庁の役人。気難しい性格で、魔術師としてのレベルが低く、ナサニエルに軽蔑されていた。また、アンダーウッド自身もナサニエルへの愛情はほぼ皆無である。サイモン・ラブレースの陰謀によって追い詰められた際にはナサニエルを差し出してまで命乞いをするが、ラブレースの召喚したジャーボウによって殺された。
マーサ・アンダーウッド
アーサー・アンダーウッドの妻で、ナサニエルの母代わり。夫とは違いナサニエルに深い愛情を見せていたが、サイモン・ラブレースの陰謀に巻き込まれ夫とともにジャーボウに殺された。
サイモン・ラブレース
若手エリート魔術師。クールな策略家。ある事件でナサニエルを辱めたことから恨みを買う。クーデターを画策し、そのためにあごひげ男を雇ってサマルカンドのアミュレットを手に入れるが、ナサニエルの命令を受けたバーティミアスに盗まれてしまう。アンダーウッド夫妻を殺害してアミュレットを取り戻すと、ヘドルハムホールにて閣僚を全員巨大ペンタクルに閉じ込めたうえで召喚の角笛を用いてラムスラを召喚し、首相も含めた自分以外の閣僚すべてを殺害しようとするが、アミュレットと角笛をナサニエルらに奪われてしまったことでラムスラを制御できなくなり、ラムスラに飲み込まれてしまった。
モーリス・シーラー
ラブレースの師匠で、力の強い魔術師。ラブレースともにクーデターを画策し、ヘドルハムホールで後をつけてきたナサニエルと対決する。初めはその力量の差から優位に立つが、油断したために後頭部にプラハ・キューブ（魔術師が手品に使う花火のようなもの）の爆発を受け、首の骨を折り死亡した。
ルーファス・ライム
ラブレースの手下の魔術師。魔術師としてのレベルは低い。ラブレースのクーデターに協力するが、クーデターが失敗に終わると逃走した。3巻にて再登場し、メイクピースに協力して彼のクーデターを成功させるが、直後に妖霊を取り込もうとして失敗し、逆に乗っ取られて殺された。
ルパート・デバルー
英国の首相。ナサニエルに目をかける。1巻から2巻までではあふれんばかりのカリスマ性と高い実力を見せていたが、実際にはそれらは見かけ倒しで、その本性は非常に保身的で器の小さい、とうてい有能とは言えない人物。3巻ではアメリカとの戦争が長引いたことによる内政不安によって徐々に馬脚を現していく。
メイクピースによるクーデターによって拘束され、その後に起きた妖霊の人間界乗っ取りによって妖霊に乗っ取られて殺された。
ジェシカ・ウィットウェル
やり手の女魔術師で、国家保安庁を管轄下に置く治安省の大臣。ロンドン塔の管理者でもあり、1巻では捕まったバーティミアスの拷問を担当した。
2巻ではナサニエルの2人目の師匠となり、当初はナサニエルに対して熱心な教育を施すなど、良好な師弟関係を築いていたが、ナサニエルの立場が危うくなるとその態度を一変させ、ナサニエルに対して冷徹な扱いをする、手柄を横取りしようとするなどといった態度をとり、ナサニエルとは袂を分かつこととなる。3巻での妖霊の人間界乗っ取り時は、他の閣僚たちが次々と乗っ取りを受ける中最後まで抵抗し、ヌーダを攻撃するも返り討ちに会い殺された。
ショールトウ・ピン
ロンドンで大きな雑貨屋を営む魔術師。妖霊を見ることができる片眼鏡をつけている。ラブレースとたびたび手紙のやり取りをしていたため一味ではないかと疑ったバーティミアスに店に潜入されるも、逆にとらえるなど魔術師としての実力は高め。実際は彼はラブレースやメイクピースとは仲間ではなかったようである。2巻ではゴーレムによって店を破壊されてしまい、3巻では大臣たちとともに拉致されてしまう。

#### 2巻からの登場人物
クェンティン・メイクピース
1巻にも名前だけは登場する。首相と親しい劇作家でその仕事柄様々な面に情報網を持っている。ナサニエルに情報提供を行ったことで親しくなり、ナサニエルにとっては唯一といっても過言ではない友人となる。しかし、その裏の顔は非常に野心的な人物で、1巻、2巻における事件の真の黒幕であり、様々な人物を駒として陰から操っていた。
3巻で自らの劇に閣僚たちを招き入れ、そこで起こしたクーデターによって首相も含めた閣僚全員を拘束することに成功する。しかしそれだけでは飽き足らず、妖霊の力を自ら手に入れるために仲間たちとともに妖霊を自分の体の中に取り込むことを試み、ヌーダを召喚すると自らの体へとヌーダを封じ込める。
彼はホプキンスが成功したため安全だと考えていたが、実際にはそれはフェイキアールの罠であり、取り込むはずのヌーダに逆に乗っ取られ殺された。
ヘンリー・デュバール
警察庁長官で自身もオオカミに変身できる。ウィットウェルのライバルであり、彼女の弟子であるナサニエルに対しても良い感情を抱いておらず、ことあるごとに彼らを追い落とそうと画策。ゴーレム事件の責任をすべてウィットウェルとナサニエルにかぶせ、治安省の権限を手に入れることに成功する。
しかし実はゴーレムの主人の正体であり、2巻における騒動の犯人。その目的はゴーレムによって治安不安を引き起こすことで警察の権限を強力なものにし、ゆくゆくは自らが首相になるというものであった。正体が暴かれた後は拘束され、尋問を受けることとなり、そこで自分にゴーレムについて教えたのはホプキンスという人物だったと供述する。その直後、逃げようとして狼に変身してドアを突き破り、そのまま5階から転落して死亡した。
ジェーン・ファーラー
デュバールの弟子。ナサニエルとはライバル同士。首相のお気に入りである。2巻では魅惑の魔法によってナサニエルから情報を聞き出すなどしていたが、彼女がデュバールの犯罪について知っていたという証拠がなかったためとがめられることはなかった。3巻ではデュバールの後をついで警察の代表として閣僚入りし、ナサニエルとはライバル同士ながらも良き同僚として接している。メイクピースによるクーデターによって拘束されるも妖霊の乗っ取りからは逃れる。しかし、同じように難を逃れた魔術師と居合わせたキティとその方針を話し合う際に対立し、自らの権力を笠に着て他人を見下す高圧的な本性をあらわにする。結局他の魔術師たちの同意をほとんど得られないまま警官たちを率いてロンドンの町に繰り出していったが、そのまま消息不明となった。作中での描写はないが、おそらくヌーダ達と戦い、敗れてしまったものと思われる。
ジュリアス・タロー
国家保安庁長官で、ナサニエルの上司。過去の魔術の失敗によって皮膚の色が異常に黄色い。一般人を見下し、部下に自らの失態を押し付けるなど典型的な俗物魔術師。かつてキティとヤコブを攻撃した張本人であり、彼との事件がきっかけでキティはレジスタンスに加わることになった。レジスタンスの事件で失態が続き、その汚名を取り返すべく強力な妖霊を召喚しようとするが、印刷業を営むヤコブの家族が復讐のためにタローに間違った印刷の本を渡していたため召喚に失敗、召喚した妖霊に食べられてしまった。

#### 3巻からの登場人物
レベッカ・パイパー
情報大臣に就任したナサニエルの秘書。ひそかにナサニエルに憧れている。魔術師としては珍しく、良識のある人物で下級の魔術師や一般人たちを見下していない。
物語終盤ではキティに協力して一般人の避難活動に回る。
ハロルド・バトン
一流の腕を持っているが、政治闘争に嫌気がさし引退した老魔術師。それゆえ魔術師としては珍しく良識のある人物。かつてマリッドを召喚しようとして失敗したため片足がない。また、妖霊を学術的な対象として研究する数少ない人物でもある。キティを最初はアルバイトとして雇ったが、やがて弟子として迎え入れ様々な指導を行う。

#### 物語開始よりも過去の人物
グラッドストーン（ウィリアム・グラッドストン）
伝説の魔術師。グラッドストーンの杖をつかい、かつてプラハを制圧した。ナサニエルの憧れの人物でもある。自身の骨に墓荒らし対策の為にアフリートであるホノリウスを取り込んだ。
プトレマイオス
エジプト王朝期の少年魔術師。妖霊をしもべとしてではなく対等な友人として扱う稀有な人物であり、バーティミアスとは妖霊と人間の垣根を越えた強い友情で結ばれた。それゆえ彼の数多い主人の中でも特別な存在である。

### 一般人

#### レジスタンス団
テレンス・ペニーフェザー
レジスタンス団のボス。普段は画材店を経営する老人。魔術師に妻を殺されたことで、魔術師に恨みを持つ。初めは確固たる意志を持ったリーダーであったが、自身が老い衰え、またレジスタンス団としての活動が成果を上げられなくなってきたため、その焦りから次第に冷静な判断力とその意思を失ってしまった。
最終的にホプキンスの情報から、グラッドストーンの墓を暴きそこにあるという大量の強力な魔法道具を盗み出すという計画を立て、それを実行に移すが、グラッドストーンの墓を守っていたホノリウスに殺された。
フレッド、スタンリー、アン
レジスタンス団のメンバー。グラッドストーンの墓でホノリウスに殺された。
クレム・ホプキンス
レジスタンス団のメンバー。国立図書館の司書で魔術師の情報に詳しい。魔術への耐性がないため彼自身は実行班に回ることはなかったが、彼の情報は暗礁に乗り上げ始めたレジスタンス団の活動を大いに助けることとなる。印象に残りにくい顔をしている。
しかしその正体は魔術師でメイクピースの仲間。レジスタンス団に入ったのもレジスタンス団を利用してグラッドストーンの杖を手に入れることが目的だった。また、デュバールにゴーレムの目を渡してその使い方を教えたのも彼であり、2巻におけるほぼすべての事件の黒幕であった。
2巻で目にしたホノリウスの様子から自身の体に妖霊を封印して支配することを思いつき、2巻と3巻の出来事の間に実際にフェイキアールを取り込むが、逆にフェイキアールに乗っ取られ脳を破壊されて殺された。しかしこのことをフェイキアールは巧妙に隠したため、メイクピースとその仲間たちはホプキンスが妖霊を取り込むのに成功したと思い込んだ。

#### そのほかの人物
ラッチェンズ先生
ナサニエルが魔術師見習いの頃の美術の家庭教師。ナサニエルに対して優しく、彼の本名を知る数少ない人物。ナサニエルに罰を与えようとした魔術師を止めようとして解雇された。3巻で大臣になったナサニエルと再会する。
ヤコブ・ハーネック
キティの幼なじみの少年。プラハからの移民の子供。キティとともにタローに黒竜巻の攻撃を受け、彼はキティと違い魔法への耐性を持たなかったために瀕死の重傷を負ってしまい、何とか命は助かったものの体にその跡が残ってしまった。その跡を気にして表に出ようとせず、ひきこもりのような生活を送っていたが、キティをおびき出すおとりとしてナサニエルの命を受けたバーティミアスにさらわれしまう。その後立ち直り、第2巻の最後で親戚のいるブルッヘに渡った。
あごひげ男（ヴェロク）
金さえあればなんでもする殺し屋。黒いマントを纏い、セブンリーグブーツ（一歩踏み出しただけでかなりの距離を歩ける）を履いている。魔術への抵抗力が非常に高く、フェイキアールによれば魔法を吸収して自分の糧としてしまう力を持っていたようである。1巻ではラブレースに、2・3巻ではメイクピースに雇われたことで、ナサニエルやバーティミアスとは何度も衝突することとなる。3巻でメイクピースがヌーダに乗っ取られた後は、ヌーダが金払いをよくすることを約束したために人間でありながら妖霊の側につく。最終的にナサニエルを殺すために追っていた際に、ナサニエルが発動させた自身の抵抗力を上回るほどの強さを持った「疫病の呪い」を浴びて死亡した。

#### 外伝の登場人物
アズマイラ
外伝での主人公の一人。シバ王国の近衛兵隊長で、女王の命令でソロモン王を暗殺するためエルサレムへ向かった。道中、ある事件に巻き込まれた際にバーティミアスと出会う。その後瓶に閉じ込められたバーティミアスを助け、ソロモンの暗殺計画に協力させる。
ソロモン
エルサレムの王であり強力な指輪の所持者。その力で周辺諸国を従わせ、魔術師たちをそばに置いている。指輪の力でその地位を築いてきたが、最近はある理由で指輪の使用を控え自室にこもることが多い。
バルキス
アズマイラが暮らすシバ王国の美しく気高い女王。ソロモンの求婚を断り、無理な要求を押し付けてきたソロモンを暗殺するためアズマイラを送り込んだ。
カーバ
ソロモンに使える魔術師の一人。冷血で妖霊たちを厳しく扱う。

### 妖霊

#### 1巻から登場
フェイキアール
バーティミアスとは昔からの知り合いでありライバル。地球ではコック姿と厨房が定番。バーティミアス曰く“万能選手”で、力と知恵を兼ね備えており実力は高い。昔から人間による妖霊の支配に対して強い反発心を持っており、ことあるごとにバーティミアスに対して人間への反乱を持ち出していた。
1巻ではラブレースに召喚され、アミュレットを守るためにジャーボウとともにバーティミアスと戦うも出し抜かれてアミュレットの強奪を許してしまう。その後もアミュレットを巡ってたびたびバーティミアスと戦ったが、決着はつかなかった。
2巻では直接登場しないが、1巻の事件の直後にメイクピースに召喚されていたようである。ホノリウスの様子を見て、人間の中に自らを封じ込ませて人間を乗っ取ることを思いつき、2巻と3巻の出来事の間にメイクピースとホプキンスをそそのかしてホプキンスの乗っ取りに成功する。そしてそのことを巧妙に隠しながらことを進めていき、最終的にヌーダを含めた数多くの仲間たちを人間に取り込ませることに成功させ、長年の野望であった人間界への復讐を開始する。
ジャーボウ
好戦的な妖霊で、バーティミアスとは昔からの知り合いでありライバル。得意技は爆撃。ジャッカル頭の姿をとっている。攻撃の力は非常に強いが知恵が回らず、バーティミアス曰く“単細胞”。
ラブレースに召喚され、フェイキアールとともにアミュレットの防衛にあたるが、強奪を許してしまう。その後、ラブレースがアミュレットを奪い返す際に再び召喚され、アンダーウッド夫妻を殺害した。さらにクーデター実行の際にも最後の障害であるナサニエルとバーティミアスを始末するためにラブレースに呼ばれバーティミアスと戦ったが、またしてもバーティミアスに出し抜かれ、ラムスラの作り出した次元のひずみに吸い込まれてしまった。
ラムスラ
サイモン・ラブレースによって召喚の角笛により召喚される。とてつもない力をもっており、魔法や物の性質を変える力を持ち、存在するだけで次元のひずみを作り出すことができる。その力の強大さゆえに角笛がなければ操ることができず、その力に対抗できるのはサマルカンドのアミュレットのみである。ラブレースの命令によって大臣たちを殺そうとするが、ラブレースがアミュレットと角笛を失ったことでその支配を逃れ、ラブレースを飲み込んでしまう。その後ナサニエルによって異世界へと送り返された。
占い盤のインプ
本名不明。ナサニエルが初めて召喚した妖霊で、鏡に封じられる。赤ん坊のような姿をとる。口は悪いがインプとしてはかなり有能で、守りの堅い場所にもたびたび潜入することに成功している。3巻で解放され、異世界へと帰っていった。

#### 2巻から登場
クィーズル
女のジン。バーティミアスとはプラハ時代からの戦友。ロンドンでナサニエルの同僚によって召喚されバーティミアスと再会する。バーティミアスとともにロンドンの哨戒任務にあたるが、ゴーレムに遭遇してしまい命を落とした。
ホノリウス
グラッドストーンに仕えたアフリート。遺骨と遺品を守るように命じられ、グラッドストーンの死後にその遺骨に封じ込められるがあまりに長い時間封じ込められていたために正気を失ってしまった。レジスタンス団が墓荒らしにやってきた際にレジスタンス団のほとんどを殺害するとそのまま地上へと出てロンドン市内を暴れまわるが、その事態を鎮静させるべく動員されたバーティミアスも含む多くのジンに追い詰められ、テムズ川に身を投げる。かろうじて生き残り、レジスタンスの生き残りであるキティを攻撃しにやってくるが、そこへ突如現れたゴーレムを相手に自殺行為ともいえる戦いを挑みゴーレムによって殺されてしまった。遺骨に封じ込められた彼の行動が、メイクピースやフェイキアールに次の計画のヒントを与えるきっかけとなった。

#### 3巻から登場
ホッジ、ムワンバ、アスコーボル、コーモコドラン
ナサニエルが召喚し、使役しているジンたちでバーティミアスの同僚。ホプキンスを乗っ取ったフェイキアールと戦うも返り討ちにあった。
ヌーダ
冷酷で恐ろしい力を持つ妖霊。過去に何度か召喚されては惨劇を引き起こしており、彼が行動するたびに歴史を大きく動かしてきた。フェイキアールとは共に人間への復讐計画を練り上げてきた旧友同士。メイクピースによって召喚され、メイクピースの体に封じられるも逆にメイクピースの脳を破壊して乗っ取った。その後、フェイキアールとともに人間を乗っ取った妖霊たちを指揮し、そのリーダーとしてロンドンを暴れまわる。

#### 外伝で登場
アメット
ソロモンに仕える魔術師カーバに召喚されたレベル7のマリッド。奴隷として仕えることを楽しむ数少ない妖霊の一人で、そのためバーティミアスはアメットに対して嫌悪感を抱いている。
ウラジエル
[指輪]に封じ込まれている妖霊で、とてつもない力をもっている。

## 魔法(呪文)
地獄の業火
妖霊の使用する魔法で、辺りを焼き尽くす力をもつ。
爆破の魔法
当たった物を爆破する光線を放つ魔法。
震動の魔法
当たったものを震動させ、粉々にする魔法。
盾の魔法
相手の魔法などから身を守る魔法。
闇の結び目
空中に黒い結び目を作り対象物を吸い込む魔法。生きているものが吸い込まれた場合、吸い込まれてから死ぬまで時間にズレが生じる場合がある。

## 魔道具
サマルカンドのアミュレット
ナサニエルがバーティミアスを利用してサイモン・ラブレースから盗み出したアミュレット。鎖の先に楕円形のこまかい押し型模様の金がついており、そこに翡翠がはめ込まれたデザイン。中心の翡翠は、所持しているだけでほぼ全ての魔力を吸収する事ができる。ラブレースがラムスラ召還時に使用した後は、貴重品陳列室に保管されていた。
召喚用の角笛
サイモン・ラブレースがクーデターを企てた時に使用した。笛を吹くだけでその者の力の及ぶ妖霊を召喚することができる。しかし最初に笛を吹いた者が妖霊の言いなりになる必要があるのでめったに見かけない。ラムスラを解放する時点でナサニエルが破壊した。
占い盤
ナサニエルがインプを封じ込めて作った簡単な魔道具。鏡状のもので、妖霊や魔術師の様子を観察（監視）するときなどに使用していた。
セブンリーグブーツ
一歩踏み出すだけで常人の七倍を進めるブーツで、ゆらめく光が宿っている。あごひげ男（ヴェロク）が使用していた。
ゴーレム
かつてプラハで生み出された魔法で動く土人形。動かすには土でできたゴーレムの眼と呼ばれる玉と、血によって命令の魔法を刻んだ皮用紙が必要となる。妖霊の天敵というべき存在で、魔法がほとんど効かず、触れられた妖霊は即死してしまう。後述のグラッドストーンの杖の攻撃にすら耐えるが、プラハの戦いでは操作する魔術師を倒されて無力化された。
グラッドストーンの杖
強大な魔力を秘めた木製の杖で、その正体は最低でもマリッド2人分の複数の強力な妖霊を<封印の呪文>で封じ込めたもの。老いて力の衰えたグラッドストーンが自身の力を扱いやすくするために作成したもので、杖を握る魔術師の意志で妖霊たちの制限であるかせを弱める事でその力を利用できる。プラハの城壁を一撃で破壊し、強大なヌーダにも有効な打撃を与えられる強大な魔法兵器。グラッドストーンの墓がレジスタンス団に荒らされた後は貴重品陳列室に保管されていたがヌーダと戦うため「プトレマイオスの門」にてナサニエルが持ち出す。
[指輪]
異世界との即席の門で、ソロモン王が指にはめていて、金と黒曜石でできている。いつも異世界からすきま風がふいているために、はめた時や使用時には、はめているものに激痛をもたらす。実際長期間使用したソロモン王はかなり衰弱し、妖霊のバーティミアスが嵌めた際は体がちぎれかけた。はめている時に[指輪]をまわすと強大な[指輪]の霊が現れ、ただ触れるとジンやマリッドなどが出てきて、はめている者の願いを叶える。強大無比な指輪の霊ウラジエルの力はもちろん。数千数万の大小の妖霊を使役する力を持ち、ソロモン王を最強たらしめている。

## 関連書籍
- 『The Amulet of Samarkand Graphic Novel』ISBN 9780552563703（Lee Sullivan（絵）、Corgi Childrens、2011年2月3日） - １作目のグラフィックノベル。
- 『魔法使いたちの料理帳』ISBN 4562056282（オーレリア・ボーポミエ (著)、 田中 裕子 (訳) 、原書房、 2019年1月28日） - 既存のファンタジー作品をイメージした料理が掲載された書籍。『バーティミアス』から数点収録されている。